# Jewgeni Jewgenjewitsch Lansere

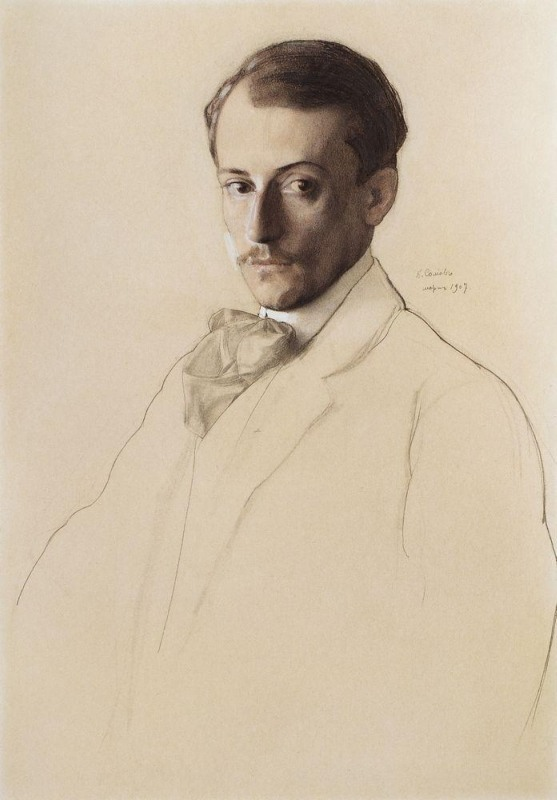
Konstantin Andrejewitsch Somow: Jewgeni Lansere

Jewgeni Jewgenjewitsch Lansere (russisch Евгений Евгеньевич Лансере; * 23. Augustjul. / 4. September 1875greg. in Pawlowsk; † 13. September 1946 in Moskau; auch Lanssere, Lanceray oder Lanceret; Vorname auch Eugene) war ein russischer bzw. sowjetischer Maler, Buchkünstler und Mitglied der Künstlervereinigung Mir Iskusstwa.

## Leben
Lansere wurde in die Künstlerfamilie Lansere-Benua hineingeboren. Sein Großvater war der Maler Nikolai Benois (Benua), seine Mutter die Grafikerin Jekaterina Lansere (geborene Benois), sein Onkel der Maler Alexander Benois (Benua), sein Vater der Bildhauer Jewgeni Alexandrowitsch Lansere. Jewgeni Lanseres Schwester war die Malerin Sinaida Serebrjakowa, ebenfalls Mitglied der Mir Iskusstwa, sein Bruder der Architekt Nikolai Lansere.
Von 1895 bis 1898 besuchte Jewgeni Lansere die Académie Colarossi und die Académie Julian in Frankreich. Nach Reisen durch Europa kehrte er 1899 nach Russland zurück und wurde Mitglied der Mir Iskusstwa. 1911 wurde er Leiter der Staatlichen Edelsteinschleiferei Russlands in Peterhof. Nach einem erneuten Aufenthalt in Paris 1927–1931 kehrte er in die Sowjetunion zurück und war 1934–1938 als Lehrer an der Allrussischen Kunstakademie in Leningrad tätig. 1943 wurde er mit dem Stalinpreis ausgezeichnet, 1945 als Volkskünstler der RSFSR.

## Werk

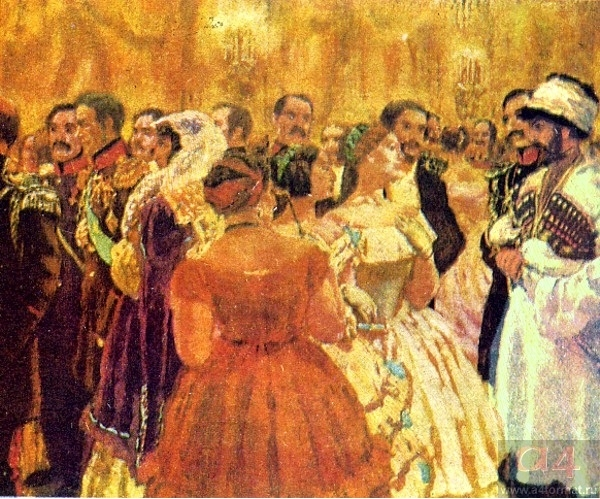
Jewgeni Lansere: Illustration zu Hadschi Murat

Unter dem Einfluss Alexander Benuas und Konstantin Somow stehend, entwickelte Jewgeni Lansere einen Stil, der Elemente der Barockkunst mit der Ornamentik des Jugendstils verband. Er arbeitete zunächst hauptsächlich als Illustrator von Zeitschriften und Büchern, oft zu historischen Themen, die er mit dokumentarischer Genauigkeit wiederzugeben versuchte. Er illustrierte u. a. Werke von Lew Tolstoi, Alexander Gribojedow und Friedrich Schiller. Daneben befasste er sich mit Plakatkunst, Industriegrafik und der Gestaltung von Ansichtskarten.
In der sowjetischen Periode wandte sich Jewgeni Lansere hauptsächlich historisierender Monumentalkunst zu, so der Ausgestaltung der Säle des Moskauer Kasaner Bahnhofs und der Metrostation Komsomolskaja, des 2004 abgerissenen Hotels Moskwa (nahe dem Moskauer Roten Platz) und des Gedenksaals der Leningrader Akademie der Künste.